# Jett Blaschka
 (septembre 2023).
Jett Blaschka, né le 16 septembre 1999 à Racine aux États-Unis, est un footballeur international insulaire des Îles Vierges des États-Unis jouant au poste d'arrière droit.

## Biographie
Né à Racine dans le Wisconsin aux États-Unis, Blaschka joue tout d'abord pour l'académie des jeunes du Milwaukee Bavarian SC. Blaschka quitte le Wisconsin à l'âge de 9 ans pour s'installer dans les Îles Vierges des États-Unis. En première année de lycée, il joue pour la Good Hope Country Day School à Sainte-Croix. Au milieu de sa première année, il rejoint la Montverde Academy à Montverde, en Floride, où il pratique trois sports universitaires : le football, le cross-country et l'athlétisme. Il contribue à mener l'équipe de football à trois saisons consécutives sans défaite, en route vers trois championnats nationaux consécutifs.
Blaschka est recruté par l'Université Marquette en 2018 pour jouer dans l'équipe de football des Marquette Golden Eagles.

### En club
Pour la saison 2019, Blaschka rejoint les Treasure Coast Tritons en USL League Two. Cependant, il ne joue pas de rencontre pour le club au cours de cette année. En août 2021, il signe avec le Pittsburgh City United en United Premier Soccer League, le quatrième niveau du système de ligue de football des États-Unis pour la saison 2021. Il est rejoint au club par ses coéquipiers insulaire des Îles Vierges des États-Unis, Ramesses McGuiness et Dante Nicholas. Le défenseur termine deuxième à égalité avec cinq buts et premier avec six passes décisives en 12 matches et est élu meilleur joueur de l'équipe. Pour ses performances, il est nommé équipe de la semaine de l'UPSL Nord-Est trois fois en douze matches, ce qui le place à égalité avec le plus grand nombre de joueurs de l'UPSL Nord-Est.
En juillet 2022, Blaschka annonce son départ pour l'Europe, signant pour Manchester 62, club évoluant en Gibraltar Football League.

### En sélection
À l'âge de 13 ans, il est capitaine de l'équipe nationale des moins de 15 ans de l'île. En 2014, il est de nouveau capitaine de l'équipe à l'âge de 14 ans lors des qualifications pour le Championnat U-17 de la CONCACAF 2015. Il fait ses débuts en équipe nationale le 12 octobre 2018 lors d'un match de qualification pour la Ligue des nations de la CONCACAF 2019-2020 contre Curaçao.